# Zlín Z-IX
De Zlín Z-IX is een Tsjechoslowaaks laagdekker sportvliegtuig gebouwd door Moravan, toen deze nog Zlín heette. De Z-IX vloog voor het eerst in het jaar 1934.

## Specificaties
- Bemanning: 1, de piloot
- Lengte: 5,5 m
- Spanwijdte: 9,0 m
- Vleugeloppervlak: 12 m2
- Leeggewicht: 120 kg
- Startgewicht: 195 kg
- Motor: 1× Salmson, 9 kW (12 pk)
- Maximumsnelheid: 100 km/h
- Kruissnelheid: 82 km/h
- Vliegbereik: 150 km
- Plafond: 3 500 m